# Ребус
Ребус је врста енигматског задатка у ком се представљају слике или цртежи чија имена чине дијелове рјешења. Рјешење ребуса може да буде само једна ријеч, или цијела реченица, или израз.

## Елементи ребуса
У ребусу су представљене слике. Назив сваке слике чини један дио рјешења. Слике су, углавном, поређане слијева надесно и тим редом се и рјешавају.
Уколико је рјешење ребуса тешко представити цијелим називима слике, од назива сваке слике може да се одузме један или два гласа с почетка или с краја ријечи. Тада се испред или иза слике поставља апостроф, који означује да треба одузети један глас/слово. Колико апострофа, толико гласова се одузима. Није популарна прекомјерна употреба апострофа.
Понекад се слика скоро савршено уклапа у рјешење, али је потребно један глас назива слике промијенити. Тада се поред слике исписује који глас треба да се замијени којим гласом.
Уз теже ребусе оставља се простор за тачно рјешење који бројем ћелија указује колико гласова садржи коначно рјешење.
Понекад се уз ребусе поставља и бројчани кључ. У кључу, сваки број означава колико гласова има у називу за одређену слику.

## Словни ребус
Словни ребус је посебна врста ребуса у којој се употребљавају само слова. Коначно рјешење добија се тумачењем односа између слова. У оваквим ребусима битну улогу играју приједлози као у, из, на, о, уз код

## Историја
У историји, ребуси се јављају у хералдици. Племство је често на својим грбовима и штитовима своје име представљало ребусом. Такође, јављају се и у умјетности, гдје би сликари сликајући портрете личности често поред њих насликали предмет или животињу која својим називом асоцира на име личности са слике.